# Rangelo Janga
Rangelo Maria Janga (Rotterdam, Países Bajos, 16 de abril de 1992) es un futbolista profesional neerlandés que juega como delantero en el F. C. Eindhoven de la Eerste Divisie. Es internacional con la selección nacional de Curazao.

## Carrera

### Clubes
El 20 de julio de 2018, Janga fichó por el Astana.
El 17 de febrero de 2020, Janga se mudó cedido a Lugano hasta el 30 de junio de 2020.
El 22 de agosto de 2020, Janga se mudó a NEC Nijmegen con un contrato de préstamo por un año.

### Selección nacional
Nacido en los Países Bajos de padres de ascendencia curazoleña, Janga fue convocado y debutó con la selección nacional de fútbol de Curazao en una derrota por 1-0 contra Barbados en marzo de 2016.

## Estadísticas

### Clubes
| Club                        | Temporada | Liga                        | Liga     | Liga  | Copa Nacional | Copa Nacional | Europa   | Europa | Otro     | Otro  | Total | Total |
| Club                        | Temporada | División                    | Partidos | Goles | Partidos      | Goles         | Partidos | Goles  | Partidos | Goles | Apps  | Goles |
| --------------------------- | --------- | --------------------------- | -------- | ----- | ------------- | ------------- | -------- | ------ | -------- | ----- | ----- | ----- |
| Willem II                   | 2010-11   | Eredivisie                  | 18       | 2     | 0             | 0             | —        | —      | —        | —     | 18    | 2     |
| Willem II                   | 2011-12   | Eerste Divisie              | 6        | 1     | 1             | 0             | —        | —      | —        | —     | 7     | 1     |
| Willem II                   | Total     | Total                       | 24       | 3     | 1             | 0             | 0        | 0      | 0        | 0     | 25    | 3     |
| Excelsior (préstamo)        | 2011-12   | Eredivisie                  | 16       | 2     | —             | —             | —        | —      | —        | —     | 16    | 2     |
| Excelsior                   | 2012-13   | Eerste Divisie              | 24       | 3     | 0             | 0             | —        | —      | —        | —     | 24    | 3     |
| Excelsior                   | 2013-14   | Eerste Divisie              | 12       | 0     | 0             | 0             | —        | —      | 2        | 0     | 14    | 0     |
| Excelsior                   | Total     | Total                       | 36       | 3     | 0             | 0             | 0        | 0      | 2        | 0     | 38    | 3     |
| Omonia Aradippou            | 2014-15   | Segunda División de Chipre  | ?        | ?     | ?             | ?             | —        | —      | 0        | 0     | ?     | ?     |
| Dordrecht                   | 2015-16   | Eerste Divisie              | 34       | 21    | 2             | 1             | —        | —      | —        | —     | 36    | 22    |
| AS Trenčín                  | 2016-17   | Fortuna Liga                | 31       | 14    | 3             | 1             | 6        | 2      | —        | —     | 40    | 17    |
| AS Trenčín                  | 2017-18   | Fortuna Liga                | 17       | 14    | 2             | 2             | 0        | 0      | —        | —     | 19    | 16    |
| AS Trenčín                  | Total     | Total                       | 48       | 28    | 5             | 3             | 6        | 2      | 0        | 0     | 59    | 33    |
| Gent                        | 2017-18   | Primera División de Bélgica | 17       | 5     | 0             | 0             | 0        | 0      | 0        | 0     | 17    | 5     |
| Astana                      | 2018      | Liga Premier de Kazajistán  | 10       | 4     | 0             | 0             | 10       | 0      | 0        | 0     | 20    | 4     |
| Astana                      | 2019      | Liga Premier de Kazajistán  | 30       | 6     | 1             | 0             | 12       | 1      | 1        | 0     | 44    | 7     |
| Astana                      | 2020      | Liga Premier de Kazajistán  | 0        | 0     | 0             | 0             | 0        | 0      | 0        | 0     | 0     | 0     |
| Astana                      | Total     | Total                       | 40       | 10    | 1             | 0             | 22       | 1      | 1        | 0     | 64    | 11    |
| Lugano (préstamo)           | 2019-20   | Superliga de Suiza          | 13       | 0     | 0             | 0             | —        | —      | —        | —     | 13    | 0     |
| NEC Nijmegen (préstamo)     | 2020-21   | Eerste Divisie              | 39       | 10    | 2             | 2             | —        | —      | —        | —     | 41    | 12    |
| Apollon Limassol (préstamo) | 2021-22   | Primera División de Chipre  | 26       | 4     | 2             | 0             | 1        | 0      | —        | —     | 29    | 4     |
| Total                       | Total     | Total                       | 293+     | 86+   | 13+           | 6+            | 29       | 3      | 3        | 0     | 338+  | 95+   |

### Selección nacional
| Selección | Año   | Partidos | Goles |
| --------- | ----- | -------- | ----- |
| Curazao   | 2016  | 3        | 2     |
| Curazao   | 2017  | 8        | 2     |
| Curazao   | 2018  | 3        | 6     |
| Curazao   | 2019  | 5        | 1     |
| Curazao   | 2021  | 6        | 2     |
| Total     | Total | 25       | 13    |

#### Goles internacionales
Las puntuaciones y los resultados enumeran el recuento de goles de Curazao en primer lugar. 
| N.º | Fecha                    | Lugar                                             | Adversario                           | Gol  | Resultado | Competencia                                           |
| --- | ------------------------ | ------------------------------------------------- | ------------------------------------ | ---- | --------- | ----------------------------------------------------- |
| 1.  | 5 de octubre de 2016     | Estadio Ergilio Hato, Willemstad, Curazao         | Antigua y Barbuda                    | 2 –0 | 3-0       | Clasificación Copa del Caribe 2017                    |
| 2.  | 11 de octubre de 2016    | Estadio Juan Ramón Loubriel, Bayamón, Puerto Rico | Puerto Rico                          | 1 –2 | 4–2       | Clasificación Copa del Caribe 2017                    |
| 3.  | 13 de junio de 2017      | Estadio Saputo, Montreal, Canadá                  | Canadá                               | 1 –0 | 1–2       | Amistoso                                              |
| 4.  | 22 de junio de 2017      | Estadio Pierre-Aliker, Fort-de-France, Martinica  | Martinica                            | 2 –1 | 2-1       | Copa del Caribe 2017                                  |
| 5.  | 10 de septiembre de 2018 | Estadio Ergilio Hato, Willemstad, Curazao         | Granada                              | 5 –0 | 10-0      | Clasificación de la Liga de Naciones CONCACAF 2019-20 |
| 6.  | 10 de septiembre de 2018 | Estadio Ergilio Hato, Willemstad, Curazao         | Granada                              | 8 –0 | 10-0      | Clasificación de la Liga de Naciones CONCACAF 2019-20 |
| 7.  | 10 de septiembre de 2018 | Estadio Ergilio Hato, Willemstad, Curazao         | Granada                              | 9 –0 | 10-0      | Clasificación de la Liga de Naciones CONCACAF 2019-20 |
| 8.  | 12 de octubre de 2018    | Academia IMG, Bradenton, Estados Unidos           | Islas Vírgenes de los Estados Unidos | 1 –0 | 5-0       | Clasificación de la Liga de Naciones CONCACAF 2019-20 |
| 9.  | 19 de noviembre de 2018  | Estadio Ergilio Hato, Willemstad, Curazao         | Guadalupe                            | 4 –0 | 6-0       | Clasificación de la Liga de Naciones CONCACAF 2019-20 |
| 10  | 19 de noviembre de 2018  | Estadio Ergilio Hato, Willemstad, Curazao         | Guadalupe                            | 6 –0 | 6-0       | Clasificación de la Liga de Naciones CONCACAF 2019-20 |
| 11  | 14 de noviembre de 2019  | Estadio Ergilio Hato, Willemstad, Curazao         | Costa Rica                           | 1 –1 | 1–2       | 2019-20 CONCACAF Liga de Naciones A                   |
| 12  | 12 de junio de 2021      | Estadio Nacional, Ciudad de Panamá, Panamá        | Panamá                               | 1 –2 | 1–2       | Clasificación para la Copa Mundial de la FIFA 2022    |
| 13  | 9 de octubre de 2021     | Estadio Al Muharraq, Arad, Baréin                 | Nueva Zelanda                        | 0 –2 | 1–2       | Amistoso                                              |

## Premios y reconociminetos

### Selección nacional
Curazao 
- Copa del Caribe 2017